# Melanella lastra
Melanella lastra är en snäckart som beskrevs av Bartsch 1917. Melanella lastra ingår i släktet Melanella och familjen Eulimidae. Inga underarter finns listade i Catalogue of Life.